# Anita Elsani
Anita Elsani (* 1972 in Köln) ist eine deutsche Filmproduzentin.

## Leben
Anita Elsani studierte Filmproduktion an der University of California, Los Angeles. Danach war sie als Executive Producer bei Wüste Film tätig. 2003 gründete sie ihre eigene Produktionsfirma in Berlin. 2017 gründete sie die Gesellschaft Elsani & Neary in Köln zusammen mit der US-Amerikanerin Lesley Neary.

## Filmografie (Auswahl)
- 2007: Vivere
- 2009: Ob ihr wollt oder nicht
- 2009: Ein Mann, ein Fjord!
- 2011: Anduni – Fremde Heimat
- 2011: Holger sacht nix
- 2013: Der letzte Mentsch
- 2015: Krom
- 2017: Eleanor & Colette (55 Steps)
- 2019: Alte Bande
- 2025: American Sweatshop